# وانهادگی
وانهادگی (انگلیسی: Abandonment)، رهایی یا وا گذاشتگی در فلسفه اگزیستانسیالیسم، سخن از تجربیات بشر است.

## اصالت وجود انسانی
اصالت وجود انسانی (Existentialism) به معنی خاص نظریه فلسفی ژان پل سارتر است. عموماً عبارت است از بیان ارزش وجود فردی. و ضرورت بازگشت به وجود واقعی است.

## خسران و زیانمندی
خسران و زیانمندی‏ (Dereliction) عبارت است از گم‌شدگی و تباهی و جدائی و آگاهی انسان به این که در این جهان تنها رها شده است، و هدایت کننده ای ندارد که او را به سوی هدفش راه نماید و از چنگال بدبختی و اضطراب برهاند.
آگاهی به زیانمندی، در نظر پیروان اصالت وجود انسانی (اگزیستانسیالیست‌ها) صفت موجود بی هدف و معنی، مخصوصاً صفت انسانی است که امید و آرزویی نداشته باشد و زندگی جز حسرت چیزی برای او نگذارد و در پایان زندگی خود جز بدبختی و مرگ و نابودی، چیزی نبیند.

## خودباختگی
از خود بیگانگی (Alienation) و خودباختگی در اصطلاح مارکس یعنی اینکه انسان تحت تأثیر انگیزه‌های اقتصادی یا اجتماعی یا دینی آزادی و استقلال شخصیت خود را از دست بدهد و به صورت ملک دیگران درآید یا برده اشیاء مادی گردد به نحوی که قدرت‌های حاکم او را به صورت یک شیء تجاری درآورند و در او تصرف کنند.
انسان، در مقابل آنچه نسبت بدان احساس غربت می‌کند، یا در مقابل آنچه آزادی او را از او می‌گیرد، خود را می‌بازد و در جامعه ای که هیچ استقلال شخصیت برای او قائل نیست ذوب می‌شود و تحلیل می‌رود.

## تباهی عقل
تباهی عقل عبارت است از نارسائی او.
تصور مسیحی رانده شدن از بهشت عدن همچون تمثیلی برای فقدان معرفت خاموش (آگاهی و عقل سلیم)، شناخت «قصد»، است. و بازگشت به آغاز، بازگشتی به بهشت برین است.